# Spoorlijn 249
Spoorlijn 249 was een Belgische industrielijn en een aftakking van spoorlijn 120 (Luttre - Trazegnies) bij station Trazegnies. De lijn liep naar de Fosse 6 & 8 / Courcelles Fosses en was 2,1 km lang. Tevens hadden de Fosses 1 & 3 een aansluiting op deze lijn en was er een aftakking naar een losplaats aan het Kanaal Brussel-Charleroi bij de voormalige sluis 9. De lijn heeft in het verleden ook het nummer 112C gehad. 

## Aansluitingen
In de volgende plaats was er een aansluiting op de volgende spoorlijnen:
Trazegnies
Spoorlijn 112A tussen Roux en Piéton
Spoorlijn 120 tussen Luttre en Trazegnies
Spoorlijn 254 tussen Bascoup en Trazegnies